# یوریدیس یکم
یوریدیس (به یونانی Εὐρυδίκη) یک ملکه مقدونی باستان و همسر آمونتاس سوم پادشاه مقدونیه بود.
او دختر سیراس بود و از طریق مادرش، ایرا، نوه‌ی پادشاه لونکستیس آرهابائوس بود. یوریدیس چهار فرزند داشت: اسکندر دوم، پردیکاس سوم، فیلیپ دوم، که همگی به عنوان پادشاه تاجگذاری کردند، و یک دختر به نام اورینو و از طریق پسرش فیلیپ، مادربزرگ پدری اسکندر بزرگ بود. او نقش مهمی در مقدونیه ایفا کرد و در عرصه سیاسی به شدت فعال بود. فعالیت‌های سیاسی یوریدیس نقطه عطفی در تاریخ مقدونیه است.